# Rafael Barradas
Rafael Barradas (Montevideo, 4 gennaio 1890 – Montevideo, 12 febbraio 1929) è stato un pittore uruguaiano.
Artista di grande fantasia inventiva, raggiunge il massimo dell'espressivitá quando, nel 1917, innestò il Vibracionismo in Spagna. Il suo vero nome era Rafael Justino Perez Gimenez.
Pittore uruguaiano, nato a Montevideo il 4 gennaio 1890, figlio d'un matrimonio di spagnoli emigrati a fine dell'800 in Uruguay.
Considerato autodidatta, anche se suo padre era pittore di mestiere, visto che morì quando il piccolo Rafael aveva 8 anni di età. Nonostante la sua breve vita (morì a 39 anni), ha compiuto atti che ne fanno un influente esponente dei pittori della sua generazione, soprattutto in Spagna e Sud America dove ha rivoluzionato la pittura e ispirato tutte le tendenze artistiche del momento, come ad esempio la Generazione del ‘27.

## 1912
Fonda il settimanale 'El Monigote" insieme a Escuder, dove descrissero la vita artistica dell'epoca a Montevideo. Dipinge la sua prima grande opera "Los Emigrantes".

## 1913
Venuto in Europa nel 1913 grazie al suo amico, il cantante Alfredo Medici, che ha condiviso la sua borsa di studio del governo uruguayano, per un'ulteriore formazione presso il Teatro alla Scala di Milano, ha conosciuto il Futurismo. Poi va a Parigi dove ha la possibilità di vedere le avanguardie in effervescenza nella capitale francese.
Ha sviluppato una particolare espressione pittorica, composta d'un cromatismo molto espressivo definito come Vibrazionismo, chiaramente influenzato dal Futurismo e dal Nudo che scende le scale di Duchamp. A Barcellona, dove si è trasferito nel 1914, conosce i più importanti giovani poeti catalani come Joan Salvat-Papasseit e Juan Gutierrez Gili.

## 1914
Nel mese di dicembre parte per Madrid a piedi, ma arriva soltanto a Saragozza, dove viene preso da un malore e poi aiutato da una famiglia di contadini che lo ospita. Conosce e sposa nell'aprile 1915 Simona, figlia maggiore di questa famiglia, meglio conosciuta come Pilar, nome dato da lui stesso. 

## 1915
Espone per la prima volta le sue opere in due mostre nel Lawn Tennis Club. In seguito, anni dopo, nel 1923 torna in Aragón, precisamente a Luco de Jiloca e dipingerá la serie "Los Magnificos", "I Magnifici" (personaggi del popolo rappresentati nei suoi compiti, colorati con un tono più appagato dove predominano gli ocra, marroni e i grigi).

## 1916
Torna a Barcellona con la moglie per incontrare la sua famiglia che li raggiunge da Montevideo, allo scopo di aiutare la giovane coppia. La sua famiglia da quel giorno sarà composta dalla madre, la sorella (Carmen Barradas, musicista) e loro due. 

## 1917
A Barcellona incontra e fa amicizia con il suo compatriota, il pittore Joaquín Torres-García e insieme espongono alla galleria Dalmau nel mese di dicembre 1917. Dopo questo incontro, Torres-García  aderisce alla pittura di Barradas e al Vibrazionismo, (considerati entrambi gli esponenti più importanti di questo ismo). Torres-García nel '30, avrebbe sviluppato il suo Universalismo constructivo.
In questi anni la pittura di Rafael Barradas era considerata troppo moderna per quei giorni, quindi disegnava per diverse riviste dell'epoca visto che La Vanguardia in Spagna sempre lo accolse volentieri, soprattutto in letteratura e poesia.

## 1919
Nel 1919 Barradas e famiglia si trasferiscono a Madrid, nei pressi della Stazioni di Atocha dove frequenta nei caffè poeti, scrittori e artisti della capitale spagnola, tra cui: Guillermo de Torre, Jorge Luis Borges, Norah Borges, l'attrice Margarita Xirgu,  l'andaluso Federico Garcia Lorca, Salvador Dalì, Ramón Gómez de la Serna, Benjamin Jarnes, Manuel Abril, Perez de la Ossa, Luis Buñuel, José Frances, e costui lo presentò a Gregorio Martínez Sierra. 

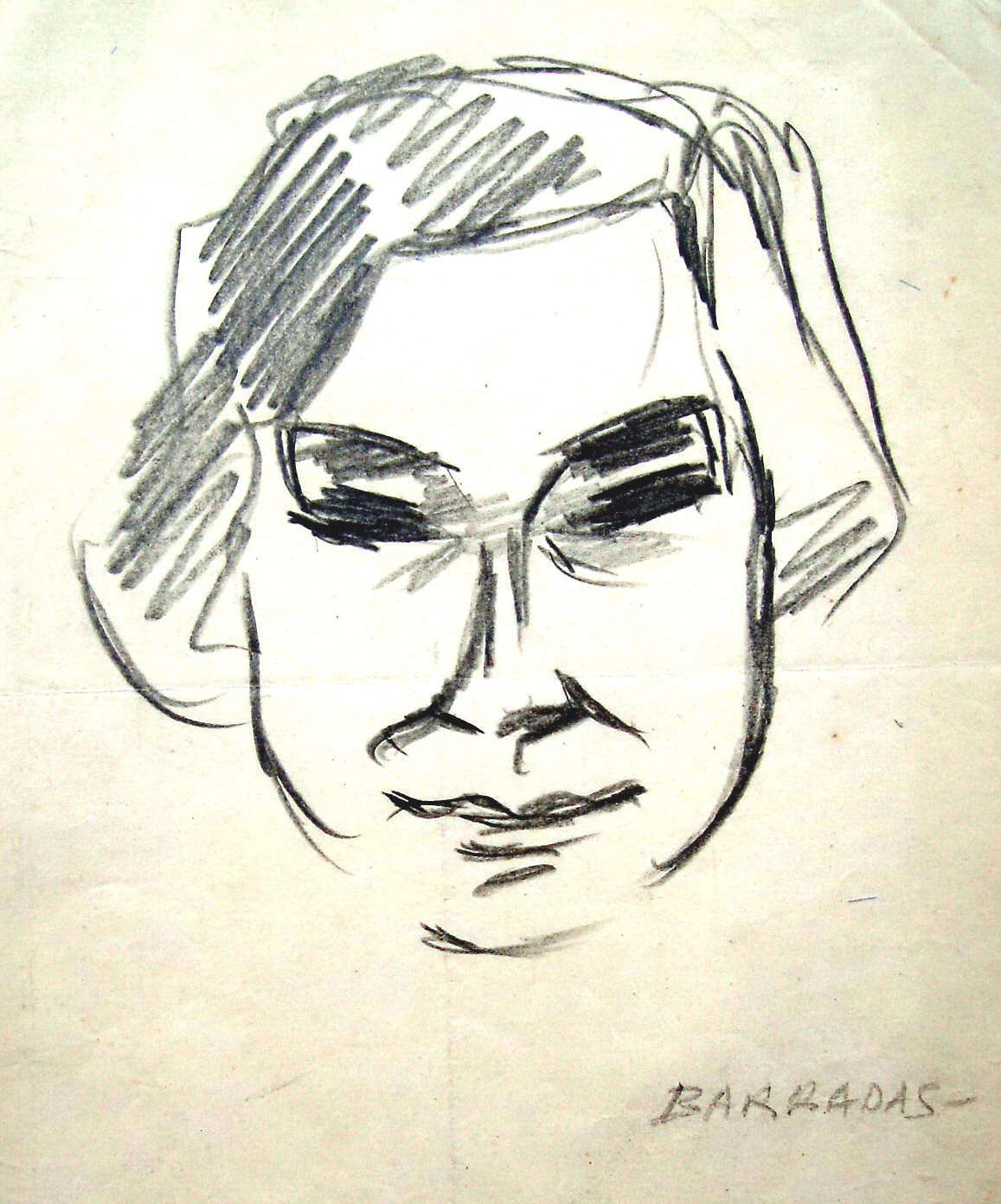
Ritratto dell'attrice catalana Margarida Xirgu

## 1920
Súbito Rafael è stato ingaggiato da Martínez Sierra per disegnare i costumi e lo scenario del Teatro Eslava. Egli ha anche illustrato con i suoi disegni le opere della casa Editrice Estrella, dove ha partecipato nelle edizioni spagnole di "Lorenzaccio", Hard Times di Dickens nella versione spagnola, "Ella y el", "Tu eres la paz", "Gaudeamus", ecc. In seguito, collabora con Ramón Gomez se la Serna nella Editrice Calpe. 
Ha collaborato con molte riviste d'arte di quegli anni (Alfar, diretta dal poeta uruguaiano Julio J. Casal, Elices, Grecia, Reflector con Borges, "Ultra" con Norah Borges) e anche per le pubblicazioni per bambini di Saturnino Calleja. Rafael ispirò la pittura del giovane Salvador Dalì e dello scultore Alberto Sanchez, García Lorca, e altri contemporanei. 

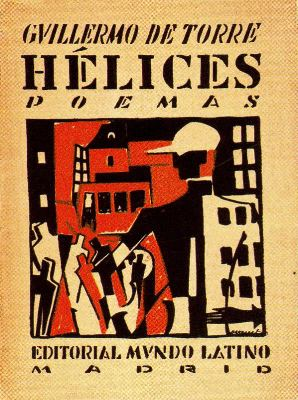
Copertina di Barradas, Hélices, di Guillermo de Torre 1923

## 1925
Ha partecipato alla prima mostra di Artisti Iberici del 1925, e lo stesso anno alla presentazione del libro "Un Teatro de Arte" di Martinez Sierra a l'Esposizione Nazionale delle Arti Decorative a Parigi ha vinto il primo premio ed il Grand Prix per Rafael Barradas. Poi all'inizio del '26 va in Francia, a San Juan de Luz, dove passa un periodo in cui produce una serie di disegni e acquerelli ispirati nel porto e nei suoi personaggi.

## 1926
Si trasferì a L'Hospitalet de Llobregat, in Catalogna, dove ha sviluppato la serie dei "mistici", suggestivi dipinti di carattere religioso, poi la serie "Estampones Montevideanos" disegni e dipinti all'acquerello ispirati nei ricordi della sua città natale con scene di porto e del quartiere Sur. 

## 1927
Espone a Barcellona e collabora con diverse pubblicazioni, non soltanto come illustratore, ma anche scritte da lui stesso. Ad esempio "Alegría" .

## 1928
Nonostante la sua salute fosse in netto calo il suo instancabile ottimismo ha incontrato nella sua casa tutti i più importanti artisti catalani in quello che fu chiamato il "Ateneíllo de L'Hospitalet" dove trascorsero personaggi delle lettere e delle art tra cui lo scultore Ángel Ferrant, lo scrittore Juan Gutiérrez Gili, Federico Garcia Lorca, Salvador Dalí, Filippo Marinetti, Garran, García Maroto, Luis Gongora, e tanti altri. Questi amici insieme a lui hanno organizzato la prima (ed unica) esposizione di disegni di Federico García Lorca nella Sala Dalmau a Barcellona. 
Nel novembre del 1928 ritornò in Uruguay, molto malato, e muore pochi mesi dopo, il 12 febbraio 1929, lasciando la maggior parte del suo lavoro nelle mani della sua famiglia, che l'ha esposto in modo permanente a casa loro.
Non avendo figli con Pilar, le sue nipoti hanno ceduto tutta la sua opera al Ministero dei Beni Culturali nell'anno 1969, per così creare un Museo Barradas. Oggi si possono apprezzare nel Museo Nazionale delle Belle Arti (Museo Nacional de Artes Visuales) a Montevideo, dove sono state esposte nel 1972.
Rafael Barradas è considerato uno dei tre pittori più importanti del suo paese e soprattutto è ammirato al giorno d'oggi da tutte le nuove generazioni di giovani artisti.

## Collaborazioni
- Maria del Rosario Sicardi Lainez, nipote ed unica discendente dell'artista, Uruguay.
- Raquel Pereda, Montevideo, Uruguay.
- Manuel García Guatas, Saragozza, professore di Storia dell´Arte all´Universitá di Saragozza, Spagna.
- Miguel Angel Battegazzore, pittore, scrittore, Montevideo.
- Juan Manuel Bonet, poeta, scrittore, Direttore del Museo Reina Sofia (2000 - 2004), Madrid. Juan Manuel Bonet
- Raul Zaffaroni, Montevideo, pittore, ricercatore, Montevideo.